# Laudenbach (Rhein-Neckar)
Laudenbach là một xã nằm ở huyện Rhein-Neckar, thuộc bang Baden-Württemberg, Đức.

## Nhân khẩu học
Phát triển dân số: 
| Năm  | Số dân |
| ---- | ------ |
| 1990 | 5.325  |
| 2001 | 5,937  |
| 2011 | 6.028  |
| 2021 | 6.430  |